# Body Blows Galactic
Body Blows Galactic è un videogioco picchiaduro sviluppato nel 1993 dal Team17 per i computer Amiga e MS-DOS. Il videogioco è il seguito del picchiaduro Body Blows.